# بوبي ستيل (موسيقي)
بوبي ستيل (بالإنجليزية: Bobby Steele)‏ هو موسيقي أمريكي، ولد في 18 مارس 1956 في تينيك (نيوجيرسي) في الولايات المتحدة.

## وصلات خارجية
- بوبي ستيل على موقع IMDb (الإنجليزية)
- بوبي ستيل على موقع ميوزك برينز (الإنجليزية)
- بوبي ستيل على موقع ديسكوغز (الإنجليزية)